# Bromalite
Le bromaliti sono i resti fossilizzati di materiale provenienti dall'apparato digerente degli organismi. Nel loro insieme vengono considerate come tracce fossili. 
Il termine bromalite deriva dal greco "broma", alimento e "lithos", pietra.

## Tipologie

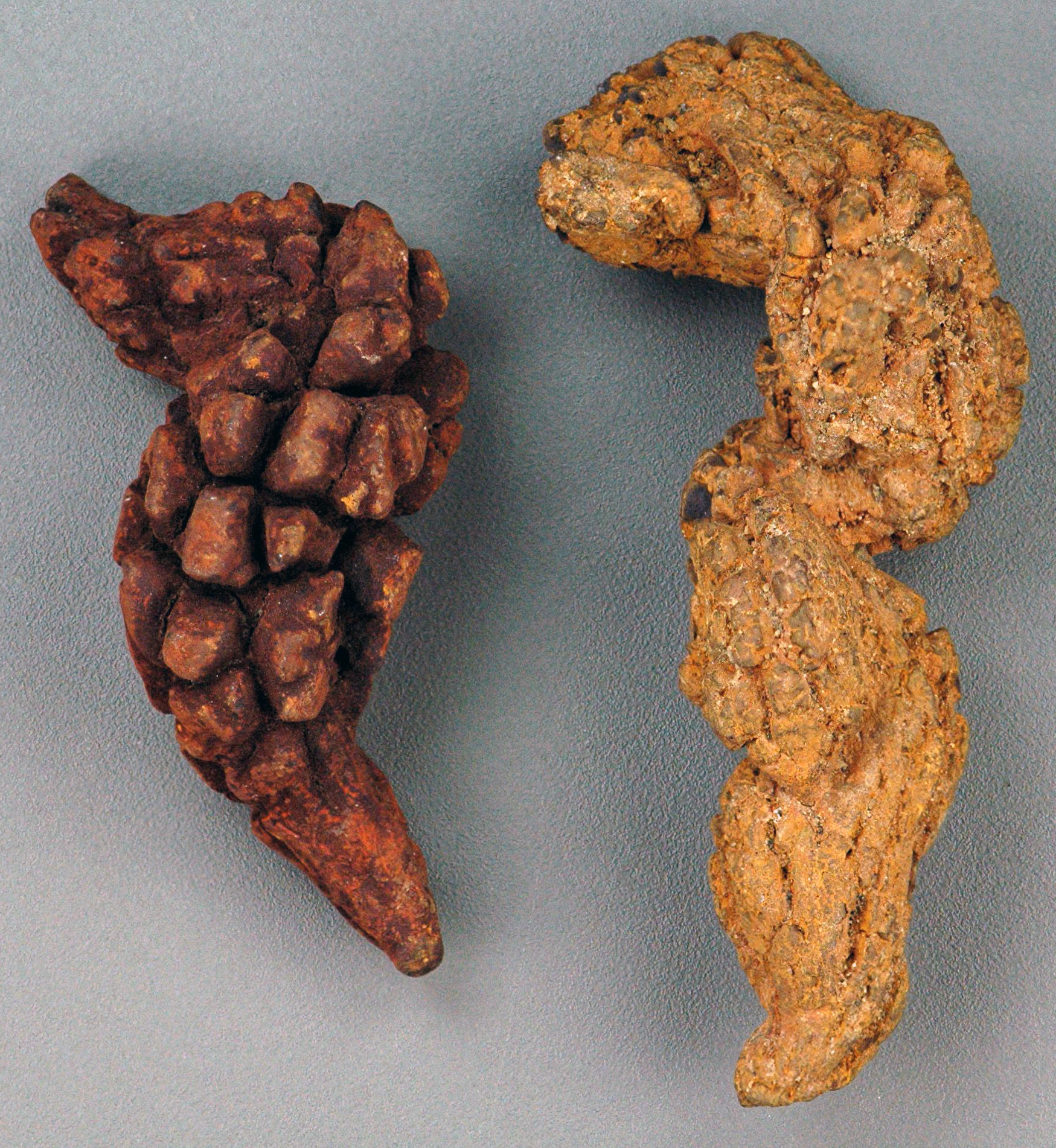
Cololiti del miocene, rinvenuto nello stato di Washington (USA). Il più grande è lungo 5,8 cm.

Si conoscono quattro tipi di bromaliti:
- Coproliti, resti fossilizzati di feci. Sono sicuramente le bromaliti più conosciute e studiate.
- Regurgitaliti, resti fossilizzati di vomito o di altri oggetti come i boli dei rapaci notturni.
- Cololiti, contenuto intestinale.
- Gastroliti, pietre ingerite da taluni animali come aiuto nella triturazione del cibo inghiottito senza masticazione e talora rinvenute nella posizione corrispondente allo stomaco dell'animale fossilizzato.

Regurgitaliti e coproliti sono quindi essenzialmente noti solo dopo che hanno lasciato il corpo dell'organismo, mentre gastroliti e cololiti si trovano generalmente in situ, nei rispettivi organi; tuttavia, sono stati rinvenuti cololiti fossilizzatisi senza il produttore e gastroliti immersi nei coproliti oppure sparsi nel sedimento e ben riconoscibili per la particolare lisciatura della loro superficie e l'estraneità della pietra dal contesto petrografico e sedimentologico dello strato entro cui sono ritrovati.
Nonostante le  difficoltà a collegare ad uno specifico produttore molti di questi resti, tutte le bromaliti sono potenzialmente utili a fornire importanti e talvolta uniche prove relative alla dieta dei produttori e ad altri fattori trofici degli antichi ecosistemi.